# Julio Cortázar
Julio Cortázar (Ixelles, Brussel·les, 26 d'agost de 1914 - París, 12 de febrer de 1984) fou un novel·lista, narrador i traductor argentí.

## Biografia
Quan tenia quatre anys, se'n va anar a Buenos Aires amb la seva família i, després de completar els seus estudis a la Universitat de Buenos Aires, va ser professor a la Universitat de Cuyo. El 1951, es va exiliar a França per a fugir del règim de Perón, on va treballar per a la UNESCO com a traductor. Més tard es va interessar per la política antifeixista de l'Amèrica Llatina, declarant-se a favor de la revolució cubana i el moviment sandinista, passant a definir-se ell mateix com a llatinoamericà. Es va casar tres vegades i es va nacionalitzar francès. Va morir després de cures mèdiques que van incloure una transfusió de sang. La causa de la seva mort no és clara; la seva amiga, periodista, escriptora i traductora Cristina Peri Rossi va explicar que es va tractar de sida quan ningú parlava encara d'aquesta malaltia. Patia acromegàlia. Està enterrat al Cementiri de Montparnasse de París.

## Obra
Tot i que ell no se'n considerava, se'l classifica com surrealista. Les novel·les de Cortázar més reeixides, Rayuela, Libro de Manuel, Los Premios (potser la més narrativa, que és una de les obres amb què, explica l'autor, va començar a deixar l'esteticisme de la seva primera etapa), i especialment, 62, Modelo para armar, a partir d'un capítol de Rayuela, van ser, i són encara, un trencament com el provocat per James Joyce amb el seu "Ulisses", com hi ha hagut altres trencaments en literatura; la seva és una narrativa narrada, amb el seu fil, i a l'hora un conjunt estructurat de flaixos que conformen un micro-univers que enganxa el lector -espectador o actiu, segons el seu diàleg amb l'autor-. Un lector que ell volia actiu, com el capaç, per exemple, de deixar a la meitat un llibre qualsevol, en qualsevol pàgina, si no "enganxa". Un lector que, a més, interactua amb la seva obra en la mesura que ho desitgi.
Els seus contes són com estructures circulars, espirals o no-geomètriques, contes que contenen cadascun una novel·la en 10 pàgines (però considera el conte com una estructura tancada, al contrari que la novela), en l'etapa que ell anomenà posteriorment 'estètica'. Les seves incursions en altres formats - La vuelta al dia en 80 mundos, Un tal Lucas, Último round, per exemple-, són altres propostes literàries, espècie de miscel·lània, un format que li permetia una creativitat més lliure. En la llista següent falta alguna peça com ara Argentina, años de alambradas culturales, en la línia de Nicaragua, tan violentamente dulce. També va escriure lletres per tangos. I una crònica de viatge, Los autonautas de la cosmopista, un diari, crònica de París a Marsella per l'anomenada autopista del Sud, escrit amb la seva dona Carol Dunlop.
El 2009, Ed. Alfaguara publica Papeles inesperados que, no per inesperats, consisteixen un retrobament de nous o antics lectors, amb l'escriptor "europeu-americà". Sud i Centre - Americà per decisió i europeu per naixement i també per elecció, donat el seu exili francès i el seu cosmopolitisme. Papeles inesperados és una recopilació de la seva última esposa, contes nous, poemes, versions de contes ja publicats... Un llibre 'inesperat' que és o bé una troballa o bé un retrobament, en funció del lector.
Segons explica ell, en la transcripció de les classes de literatura que va impartir a la Universitat de Berkeley l'any 1980, publicada el 2013, la seva obra es divideix en un primer període estètic o esteticista, amb els seus contes de gènere no realista, una segona etapa 'metafísica a falta de millor nom' en paraules seves, amb novel·les com Rayuela o 62 Modelo para armar, que va començar amb la transició de Los Premios i un conte llarg, El perseguidor, i una fase final històrica, com ell explica a Clases de Literatura. Berkeley, 1980, amb elements diversos i també amb moltes connotacions polítiques, com en la novel·la Libro de Manuel i altres textos en diferents formats.

## Publicacions
- Los Reyes (1949)
- Bestiario (1951)
- Final del Juego (1956)
- Las armas secretas (1959)
- Los premios (1960)
- Historias de cronopios y de famas (1962)
- Rayuela (1963)
- Todos los fuegos el fuego (1966)
- La vuelta al día en ochenta mundos (1967)
- 62, modelo para armar (1968)
- Último round (1969)
- Pameos y meopas (1971)
- La prosa del Observatorio (1972)
- Libro de Manuel (1973)
- Octaedro (1974)
- Alguien anda por ahí (1977)
- Territorios (1978)
- Un tal Lucas (1979)
- Lucas, sus pudores
- Queremos tanto a Glenda (1980)
- Deshoras (1982)
- Nicaragua tan violentamente dulce (1983)
- Divertimento (1986)
- El Examen (1986)
- Diario de Andrés Fava (1995)
- Adiós Robinson (1995)

## Testimoniatges
"Vaig llegir Bestiario, el seu primer llibre de contes, en un hotel senzill de Barranquilla on dormia per un peso i cinquanta centaus, entre jugadors de beisbol mal pagats i putes felices, i des de la primera pàgina em vaig adonar que aquell era un escriptor com el que jo hagués volgut ser de gran."
– Gabriel García Márquez

"No entenc com hi pot haver gent que pugui viure sense haver llegit Cortázar."
– Quim Monzó

"Qualsevol que no llegeixi Cortázar ha begut oli. No llegir-lo és una malaltia invisible greu que, amb el temps, pot portar conseqüències terribles. Semblant com aquell que mai ha assaborit un préssec, es tornarà melancòlic, a cada moment més pàl·lid i és probable que, a poc a poc, acabi perdent tot el cabell."
– Pablo Neruda

"Julio va ressuscitar moltes paraules i les va fer saltar, ballar i volar." 
– Octavio Paz